# Anilicus
Anilicus is een geslacht van kevers uit de familie  
kniptorren (Elateridae).
Het geslacht is voor het eerst wetenschappelijk beschreven in 1863 door Candèze.

## Soorten
Het geslacht omvat de volgende soorten:
- Anilicus aculifer Van Zwaluwenburg, 1963
- Anilicus attenuatus Candèze, 1863
- Anilicus loricatus Candèze, 1863
- Anilicus parvus Gullan, 1977
- Anilicus rectilineatus Gullan, 1977
- Anilicus xanthomus (W.S. Macleay, 1826)